# Torre de’ Passeri
Torre de’ Passeri ist eine 2846 Einwohner zählende und 5,93 km² umfassende Gemeinde in der Nähe von Castiglione a Casauria und Bolognano und liegt in der Provinz Pescara.
Die Nachbargemeinden sind: Alanno, Bolognano, Castiglione a Casauria, Pietranico und Scafa.

## Geschichte
Der heutige Name der Gemeinde Torre de’ Passeri stammt aus dem lateinischen „passum Turris“ (Turm der Vergangenheit). Vor über tausend Jahren wurde ein Turm auf dem Gelände der Abtei von San Clemente Casauria errichtet.

## Sehenswürdigkeiten
Das Schloss Castello Gizzi wurde im 18. Jahrhundert erbaut. In der Gemeinde steht ebenfalls das Dante-Museum und die Bibliothek Caldora. Ein Park von 8 Hektaren umgibt das Schloss, dem ein Turm angebaut ist.

## Weinbau
In der Gemeinde werden Reben der Sorte Montepulciano für den DOC-Wein Montepulciano d’Abruzzo angebaut.